# Gottfried Vollmer (Rennfahrer)
Gottfried Vollmer (* 12. April 1906 in Essen; † nach 1952) war ein deutscher Automobilrennfahrer.

## Karriere
Seine Karriere begann bereits vor dem Zweiten Weltkrieg. 1939 gewann er das Sportwagenrennen in der Klasse bis 1100 cm³ im Hamburger Stadtpark in einem Neander RRG/1100 cm³. Erst acht Jahre nach diesem Sieg in konnte er seinen Sport fortsetzen. Zunächst stand Gottfried ´Friedel` Vollmer 1947 mit dem Vorkriegs-Neander in Hockenheim am Start und wurde Zweiter. 1948 gewann er ein Rennen in Braunschweig mit einem VW-Spezial-Eigenbau/1100 cm³.
1949 siegte er mit dem verbesserten VW-Spezial-Eigenbau auf dem Nürburgring und bei einem Rennen in Köln. Einen zweiten Platz belegte er bei ´Rund um Schotten`, auf dem Grenzlandring wurde er Vierter. Das zusammen brachte ihm den zweiten Platz in der Deutschen Meisterschafts-Wertung hinter Petermax Müller/Eigenbau und vor Eugen Krings und Richard Trenkel, beide VW-Spezial ein.
1950 war sein Auto nicht mehr konkurrenzfähig. Neben vielen Ausfällen sprang für ihn nur noch ein zweiter Platz auf der Solitude bei Stuttgart heraus. Aber er hatte rechtzeitig für Ersatz gesorgt. Er kaufte in England einen Formel-3-Cooper mit J.A.P.-Motor. Vollmer überführte seine neue Errungenschaft selbst. Der Wagen gehörte zu der seit 1948 in Deutschland bestehenden Kleinstrennwagenformel. 1948 bis 1953 (DDR bis 1959) wurden in dieser interessanten Klasse Deutsche Meisterschaften ausgetragen. Die Formel: 500 cm³, Länge: 180 cm, Gewicht: 300 kg, Treibstoff: Methanol mit hohen Alkoholanteilen, Front- oder Heckantrieb. Diese Vorgaben waren ein großes Experimentierfeld für Eigenbauer mit Modulen von verschiedenen Herstellern und selbst gefertigten Teilen. Die meisten Wagen waren mit Vorkriegsmotoren von NSU, Zündapp, DKW, BMW oder aus Militärrestbeständen ausgestattet. Und so glich keines der Fahrzeuge dem anderen.
Gottfried Vollmer gewann 1950 mit seinem Cooper die Rennen in Hockenheim und in Schotten vor dem Deutschen Meister dieser Klasse von 1948, 1949 und 1950 Walter Komossa. Beim Feldbergrennen siegte er vor Huschke von Hanstein und Walter Komossa. Die Sportwagenklasse bis 1100 cm³ gewann Walter Glöckler in seinem VW-Eigenbau.
1952 kam Vollmer beim Glockenspitzrennen in Krefeld mit dem ´Atlas`-Cooper als Erster ins Ziel. Den Beinamen ´Atlas` gab er dem Cooper nach einer Zigarrenmarke. Vollmer betrieb eine Tabakhandlung in Essen. Nach der Saison 1952 beendete Gottfried Vollmer seine Rennfahrer-Laufbahn.

## Erfolge
- 1949: Zweiter der Deutschen Meisterschaft/VW-Spezial-Eigenbau-Sportwagen/1100 cm³